# Thanh Vân Hugo
Nguyễn Thanh Vân (sinh ngày 29 tháng 12 năm 1985), thường được biết đến với nghệ danh Thanh Vân Hugo hay Vân Hugo, là một nữ diễn viên kiêm người dẫn chương trình truyền hình người Việt Nam. Cô lần đầu được công chúng biết đến qua phim truyền hình Nhật ký Vàng Anh (2006).
Ngoài ra, Thanh Vân còn làm người dẫn chương trình cho các chương trình truyền hình như: Chúc bé ngủ ngon, Tình yêu của tôi, Chinh phục, Đường lên đỉnh Olympia năm thứ 11, Vietnam's Got Talent, Vì bạn xứng đáng, VTV Awards - Điểm hẹn 2017.
Biệt danh Vân Hugo hay Thanh Vân Hugo xuất hiện từ khi cô dẫn chương trình trò chơi thiếu nhi tương tác qua điện thoại Vui cùng Hugo (2004-2006) của Đài phát thanh và truyền hình Hà Nội.

## Học vấn
Thanh Vân Hugo theo học trường THPT Kim Liên, tốt nghiệp đại học tại Học viện Quan hệ Quốc tế (nay là Học viện Ngoại giao). Sau đó, Thanh Vân sang Thụy Sỹ học Thạc sĩ tại trường SHMS Swiss Hotel Management School.

## Sự nghiệp
Cô được công chúng biết đến khi tham gia vai phụ trong bộ phim "Nhật ký vàng anh (phần 1)". Tuy nhiên, sau scandal của nữ chính Hoàng Thùy Linh, Thanh Vân Hugo đã vắng bóng trên màn ảnh một thời gian dài. Bảy năm sau khi trở lại truyền hình, cô nhận lời tham gia phim Hoa nở trái mùa của đạo diễn Khải Anh. Trong Hoa nở trái mùa, Thanh Vân vào vai Gia Tuệ - một cô gái thông minh, mạnh mẽ trong công việc nhưng lại yếu mềm về tình cảm. Cô đã giành giải Cánh Diều Vàng cho hạng mục Nữ diễn viên triển vọng - Phim truyền hình với bộ phim Hoa nở trái mùa.
Hiện tại Thanh Vân Hugo đang kinh doanh một dự án giao hàng ăn mang tên "Bếp Trên Mây", song song với công việc tại đài truyền hình. Tháng 7 năm 2020, Thanh Vân Hugo chuyển vào TP. Hồ Chí Minh để quản lý trường mầm non Hugo House, tại Số 1, Đường số 6, khu đô thị Vạn Phúc, P. Hiệp Bình Phước, thành phố Thủ Đức, TP. HCM.

## Đời tư
MC Thanh Vân kết hôn sớm với người chồng Tường Linh, rồi chia tay chóng vánh 4 năm sau đó. Sau khi ly hôn năm 2012, Vân Hugo trở thành một bà mẹ đơn thân với một cậu con trai khi còn rất trẻ.
Chia sẻ về cuộc sống làm mẹ đơn thân, cô và con trai tham gia dự án âm nhạc MV "Single mom", buổi ra mắt MV diễn ra vào tối ngày 1/12/2014. Ca khúc Single Mom do Đức Anh Hugo - một người bạn của Thanh Vân sáng tác.
Trong chương trình "Ghế không tựa" phát sóng ngày 22/11/2016 trên kênh VTV6, MC Thanh Vân Hugo đã chia sẻ và bộc bạch hết những khó khăn trong cuộc sống hiện tại của cô. Cô cho hay: "Tất cả những gì khán giả nhìn thấy chỉ là bên ngoài của tôi thôi. Sự thật thì tôi bị nhược thị và một bên mắt không nhìn thấy gì nữa và không có cách nào chữa trị được. Trang điểm thì sẽ long lanh như thường nhưng một bên mắt đã hỏng hoàn toàn rồi". Không chỉ có vậy, Thanh Vân còn mắc bệnh xơ thanh quản đã lâu, có một thời gian cô không nói được.
Ngày 18/05/2020, tại Đà Nẵng, Thanh Vân Hugo đăng ảnh nhẫn kim cương cùng bông hồng trên trang cá nhân kèm dòng chia sẻ: "Cuối cùng cô ấy cũng nói: ''Đồng ý''. Vân Hugo cho biết cô được bạn trai cầu hôn tối hôm đó sau hơn một năm tìm hiểu. Mối quan hệ của họ được bé Bin - con trai của Vân Hugo - và hai bên gia đình ủng hộ.
Ngày 03/08/2020, Thanh Vân Hugo quyết định kết hôn với bạn trai doanh nhân và cùng bé Bin vào TP. HCM sống cùng người chồng mới, dù chưa tổ chức đám cưới do đại dịch COVID-19. Hiện tại, cô còn dở vai nữ nhà báo trong phim "Lựa chọn số phận" của đạo diễn Mai Hồng Phong.
Hai năm sau, Thanh Vân Hugo công bố cô trông chờ đứa con số 2, và vào 23 tháng 5 năm 2022, cô sinh con thứ 2, một con gái.

## Bê bối
Đầu tháng 5 năm 2025, Cục Phát thanh - Truyền hình và Thông tin điện tử ra quyết định xử phạt vi phạm hành chính đối với Thanh Vân Hugo số tiền 70 triệu đồng do sai phạm trong hoạt động quảng cáo.

## Danh sách phim

### Truyền hình
- Nhật ký Vàng Anh (2006)
- Những người độc thân vui vẻ (sitcom) (2008)
- Phía cuối cầu vồng (2010)
- Hoa nở trái mùa (2013)
- Phụ nữ là số 1 - Tứ đại mỹ nhân (2019-2020)
- Zippo, mù tạt và em (2016)
- Đen thôi, đỏ quên đi (sitcom ngắn) (2018)
- Lựa chọn số phận (2020)

## Những chương trình tham gia

### Dẫn chương trình
- Bì vú Ngọc Mai
- Cà phê sáng
- Chinh phục - Vietnam's Brainiest Kid
- Vì bạn xứng đáng (2014 đến 2021; 2024)
- Đường lên đỉnh Olympia năm thứ 11
- Thể thao 24h (2009 đến 6/2015)
- Tìm kiếm tài năng: Vietnam's Got Talent mùa 3
- Chúc bé ngủ ngon (2007 - 07/2008)
- Vui cùng Hugo (2004 - 2006)
- 12 cá tính lên đường xuyên Việt
- Tình yêu của tôi (2009-2011)
- VTV Awards - Điểm hẹn 2017
- Bài Hát Việt 2011
- Robocon 2013, 2015
- Bật mí bí mật (4/10/2023 - 7/2/2024)
- Ai thắng đây? (6/3/2024 - nay)
- Chuyện chàng - chuyện nàng (27/4/2024 - nay)

### Khách mời, người chơi
- Vì bạn xứng đáng (2021)
- Chiến sĩ 2020
- Chị đẹp đạp gió rẽ sóng 2023
- Mái ấm gia đình Việt
- Điều nhỏ bé kỳ diệu